# 雷明登SR8狙擊步槍
雷明登SR8狙擊步槍（英語：Remington SR8）是一枝由美国槍械製造商雷明登軍品分公司（英語：Remington Military Products Division（MPD），雷明登武器公司的分部門）所研製的原型手動狙擊步槍，發射.338拉普麥格農（.338 Lapua Mag，8.6×70毫米或8.58×70毫米）口徑步枪子彈。

## 歷史和設計
SR8最初是在發出意大利軍隊一直在尋找、購買新型.338拉普麥格農狙擊步槍的要求而研製的。
步槍的設計是以雷明登700長槍機型為藍本，並且使用來自雷明登M24 SWS的HS精密射擊（英語：HS Precision）槍托與扳機組件設計。槍管內膛甚至具有與M24 SWS相同的5-R膛線，並因應發射.338拉普麥格農而將膛線纏距改為1：11.5英吋（292.1毫米）。標準型雷明登700槍機表面、抽殼鈎機構亦有進行修改，以便緊抓著底緣直徑及厚度都更大的.338拉普麥格農子彈。
該項目的狀態未知，儘管它很大可能被擱置。

## 流行文化
SR8在一些流行的免費網絡遊戲上作為登場武器，例如：
- 2000年—《Urban Terror》（原為雷神之锤III竞技场的遊戲模組）
- 2004年—《真實戰鬥：精英》（原為重返德軍總部：深入敵後的遊戲模組）

## 資料來源
- （英文）—http://www.snipercentral.com/sr8.htm Sniper Central Remington SR8 （页面存档备份，存于）

## 外部連結
- （简体中文）—槍炮世界—雷明顿SR8狙击步枪 （页面存档备份，存于）